# Przedstawiciele Stolicy Apostolskiej w Kanadzie
Przedstawiciele Stolicy Apostolskiej w Kanadzie, duchowni katoliccy reprezentujący Watykan w Kanadzie. Stały urząd delegata apostolskiego ustanowiono w 1899, 1969-1994 w randze pronuncjusza apostolskiego, od 1999 nuncjusza apostolskiego. Przed 1899 kilku duchownych pełniło misję dyplomatyczne czasowo (ad hoc).
Lista przedstawicieli dyplomatycznych Stolicy Apostolskiej:
- delegat apostolski
  - 1874-1879 Ignatius Persico
- delegat apostolski ad hoc z misją specjalną
  - 1877 George Conroy
- komisarz apostolski
  - 1883-1884 Joseph-Gauthier-Henri Smeulders
- specjalny delegat papieski
  - 1897 Rafael Merry del Val y Zulueta
- delegaci apostolscy
  - 1899-1902 Diomede Falconio
  - 1902-1910 Donato Sbarretti
  - 1910-1918 Pellegrino-Francesco Stagni
  - 1918-1926 Pietro de Maria
  - 1927-1936 Andrea Cassulo
  - 1938-1953 Ildebrando Antoniutti
  - 1953-1959 Giovanni Pannico
  - 1959-1964 Sebastiano Baggio
  - 1964-1967 Sergio Pignedoli
  - 1967-1969 Emanuele Clarizio
- pronunjusze apostolscy
  - 1969-1970 Emanuele Clarizio
  - 1970-1975 Guido del Mestri
  - 1975-1990 Angelo Palmas
  - 1990-1994 Carlo Curis
- nuncjusze apostolscy
  - 1994-1999 Carlo Curis
  - 1999-2001 Paolo Romeo
  - 2001-2009 Luigi Ventura
  - 2009-2013 Pedro López Quintana
  - od 2013 Luigi Bonazzi